# Děrné (vodní mlýn)
V Děrné se nacházely tři vodní mlýny.
- Hájkův mlýn (také Hájkovský vrchnostenský mlýn)

- Malý Hájkovský mlýn
- Děrenský mlýn – valcha a pila

## Historie
Hájkův mlýn (Gross Haikamühl) se nacházel asi 1 km severozápadně od Děrného na Gručovickém potoce. První zmínka je z roku 1588, kdy je zmiňován mlynář Jiřík. V roce 1676 byl mlýn s vodní pilou zakoupen Matějem Hünelem od kláštera augustiánů kanovníků ve Fulneku. V roce 1682 fulnecký klášter prodal mlýn Jiřímu Werberovi ze Sedlnice. V urbáři z roku 1728 se uvádí, že mlýn měl dvě složení mezi mlýnem a lesem Hájkem byla panská pila (Platscher Mühle). Do roku 1860 vlastnili mlýn Werberové. Po roce 1860 je mlýn v držení Františka Tilla a od roku 1886  Vincence Bergolda do roku 1898. Po roce 1900 se mlýn neuvádí. Mlynáři z Hájku byli zároveň vlastníky kaple zasvěcené Nejsvětější Trojici nazývané také Lukavecká nebo Hájecká kaple, o kterou se také starali. Mlýn se nacházel na parcele č. 568, dům č.p. 407.
Malý Hájkovský mlýn byl postaven majiteli Hájkovského mlýna před rokem 1786 na darované louce pod Hradiskem. Kašný mlýnek mlel pro klášter krupičnou, prosnou a ječnou kaši. V první polovině 19. století patřil mlýn Antonínu Werberovi (1807–1896), syna Ignáce Werbera mlynáře Hájkovského mlýna. Na litografickém císařském povinném otisku mapy Stabilního katastru z roku 1841, zachycujícím stav z roku 1836, je mlýn vyobrazen pod tehdejším parcelním číslem 62 jako nespalná budova a je u něj nápis Klein Haikamühl. Mlýn byl funkční pravděpodobně do první světové války, pak byl opuštěn a zanikl.
Děrenský mlýn je zmiňován v roce 1293 u příležitosti prodeje fojtství v Děrném fojtu Tyelmanovi. V roce 1465  v listině fulneckého kláštera pro děrenského fojta je uváděn mlýn o dvou kolech, který dala postavit Alžběta, matka Drslava II. z Kravař. Na mapě stabilního katastru z roku 1836 je mlýn zakreslen pod číslem 144 a je označen jako Walkmühle (valcha), jeho poloha (umístění) je na hranici mezi Fulnekem a Stachovicemi. Avšak mlýn byl příslušný fojtství v Děrném. Mlýn se nacházel u rodinného domku č.p.114 ve Stachovicích částečně na parcele číslo 1619/1a 1619/3.
Mlýn získal v roce 1846 Antonín Thiry (1805–1874), který byl obchodníkem a v letech 1846–1847 byl fulneckým starostou. Thiry se zúčastnil v roce 1848 zasedání moravského sněmu, který se 9. června 1848 usnesl na zrušení roboty za náhradu. Thiry mlýn pronajímal. V letech 1888–1892 byl mlynářem Antonín Friedel. Na přelomu 19. a 20. století se v mlýně přestalo mlít. V pozemkové mapě z roku 1907 je již zanesen přestavěný dům.